# Зюсс, Эдуард
Эдуард Зюсс (нем. Eduard Suess; 20 августа 1831[…], Лондон[…] — 26 апреля 1914[…], Вена) — австрийский геолог и общественный деятель. Именно ему принадлежат гипотезы о существовании суперконтинента Гондваны (1861) и океана Тетис (1893). В 1880-х годах он впервые употребил термин «Евразия» в отношении крупнейшего на Земле материка.
Член Венской Императорской академии наук (1867), иностранный почётный член Императорской Санкт-Петербургской академии наук (1901) и других академий.

## Биография
Родился 20 августа 1831 года в Лондоне в семье саксонского купца, лютеранина Адольфа Зюсса и Элеоноры Цдекауэр.
В 1834 году семья переехала в Прагу, а в 1845 — в Вену.
Увлёкшийся изучением геологии ещё в молодом возрасте, Зюсс опубликовал свою первую работу (по геологии Карлсбада), когда ему было всего 19 лет.

### Общественная деятельность
В 1857 Э. Зюсс получил кафедру геологии в Вене. Он был членом общинного совета и референтом комиссии по снабжению города водой и урегулированию Дуная, а также членом нижнеавстрийского сейма (ландтага); в 1870—1874 деятельно занимался проведением нового школьного законодательства в Нижней Австрии, в 1873 был избран в рейхсрат, где многократно показывал себя блестящим левым оратором, особенно в борьбе с ультрамонтанами.

### Научные труды и достижения
Из научных трудов Зюсса, главным образом относящихся к стратиграфии Альп, к геологии Италии и к систематике брахиопод, известны: «Böhmische Graptolithen» (1852), «Brachiopoden der Kössener Schichten» (1854); «Brachiopoden der Hallstätter Schichten» (1855); «Ueber den Löss» (1866); «Charakter der österreich. Tertiärablagerungen» (1866); «Aequivalente des Rotliegenden in den Südalpen» (1868); «Die tertiären Landfaunen Mittelitaliens» (1871); «Bau der italienischen Halbinsel» (1872); «Die Enstehung der Alpen» (1875); «Die Zukunft des Goldes» (1877); «Die Zukunft des Silbers» (1892) и некоторых других.
Но главный, классический труд Зюсса «Лик Земли» («Das Antlitz der Erde», 1883—1888), в котором он привёл в стройную систему важнейшие формы земной поверхности и установил законную связь современного распределения морей, океанов, материков и горных цепей с геологической историей земли.
В 1875 году Зюсс предложил в геологии термин «биосфера», в 1885 году — термин «Балтийский щит»
В своём капитальном трёхтомном труде «Лик Земли» Зюсс подвел итог всему развитию геологии вплоть до XX в. Он дал картину строения и развития земной коры с позиций контракционной гипотезы. Зюсс полагал, что форма и строение складчатых горных цепей указывают на их образование путём сжатия земной коры. Образование морских впадин Зюсс представляет как процесс обрушения земной коры, приспосабливающейся к сокращающейся в объёме внутренней части земного шара. В своем труде oн обрисовал стоящие перед теоретической геологией задачи и наметил пути её развития.

### Награды и членство в научных обществах

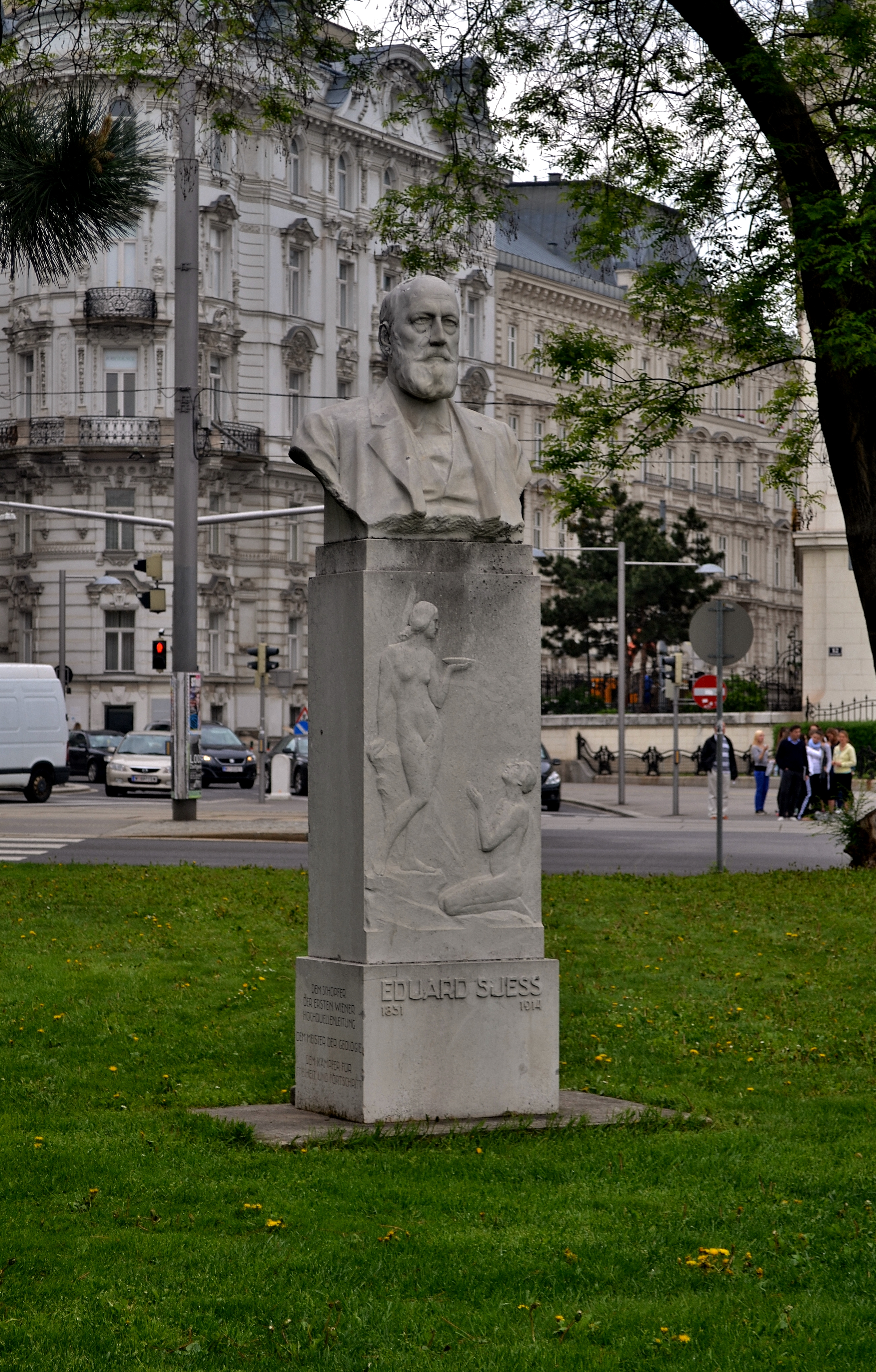
Бюст Эдуарда Зюсса в Вене

В 1895 году был избран членом Шведской королевской академии наук, а в 1903 получил медаль Копли — высшую награду Королевского общества Великобритании.
Член Венской Императорской академии наук (1867; корреспондент с 1860), иностранный член Лондонского королевского общества (1894), Парижской академии наук (1900; корреспондент с 1889), иностранный член-корреспондент (1887) и почётный член (1901) Императорской Санкт-Петербургской академии наук.
Активно занимался общественной деятельностью. В частности, в 1891 году стал членом «Союза для борьбы с антисемитизмом» (нем. Verein zur Abwehr des Antisemitismus).
В 1901 году был награждён золотой медалью им. П. П. Семёнова; 28 января 1904 года был избран иностранным почётным членом Русского географического общества.
Эдуард Зюсс скончался 26 апреля 1914 года в городе Вене.

## Память
- Изображен на австрийской почтовой марке 1989 года.
- В 1935 году Международный астрономический союз присвоил имя Эдуарда Зюсса кратеру на видимой стороне Луны.
- На площади Шварценбергплац в Вене, после смерти был установлен бюст, который пострадал во время боёв за освобождение города от фашистов. После реставрации бюст занял своё место.